# Clément

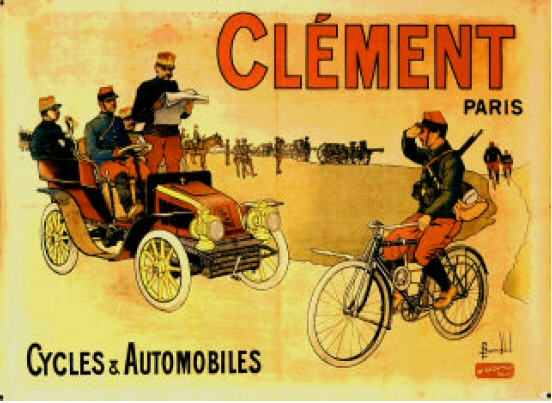
Clément poster, ca. 1903

Clément is een Frans historisch merk van fietsen, luchtbanden, motorfietsen, automobielen, vliegtuigen en luchtschepen. Vanaf 1903 heette het bedrijf Clément-Bayard.

De bedrijfsnamen waren:
- Clément SA Cycles, Lyon
- A. Clément & Cie, Parijs
- Clément-Dunlop (Dunlop France)
- Ets. Clément & Cie, Levallois-Perret
- Ets. Adolphe Clément, Levallois-Mezieres
- Clément, Gladiator & Humber (France) Ltd.
- Ateliers Clément-Gladiator, Le Pré-Saint-Gervais, (Seine)
- Ets. Clément-Bayard
- Società Automobili Diatto-A. Clément, Torino
- Astra-Clément-Bayard

Dit bedrijf werd in 1877 als fietsenfabriek opgezet door Adolphe Clément. Binnen enkele jaren was het al een groot bedrijf met 150 werknemers.

## Fietsen

### Clément SA Cyles, Lyon
Adolphe Clément zette in 1876 zijn eerste kleine bedrijfje op, een fietsherstelwerkplaats in Bordeaux. Nadat hij in Marseille had geleerd om stalen buizen voor frames te maken begon hij in 1877 een rijwielfabriek in Lyon, "Clément SA Cyles".

### A. Clément & Cie, Paris
In 1878 opende Adolphe aan de Rue Brunel (dicht bij de Place de l'Etoile) een rijwielbedrijf, waaronder een fiets-rijschool. Adolphe ging ook weer wielrennen, samen met Charles Terront nam hij deel aan de zesdaagse in de Agricultural Hall in Londen. Hij opende ook een winkel aan de Rue du Quattre-Septembre en begon een nieuw soort reclamecampagne, met posters. Zijn bedrijf werd financieel ondersteund door de heren Graffenried en Montgeron. Het bedrijf groeide snel door de kwaliteit van de producten en al snel was Clément de grootste Franse rijwielfabrikant. In 1880 had hij al 150 werknemers.

### Clément-Gladiator

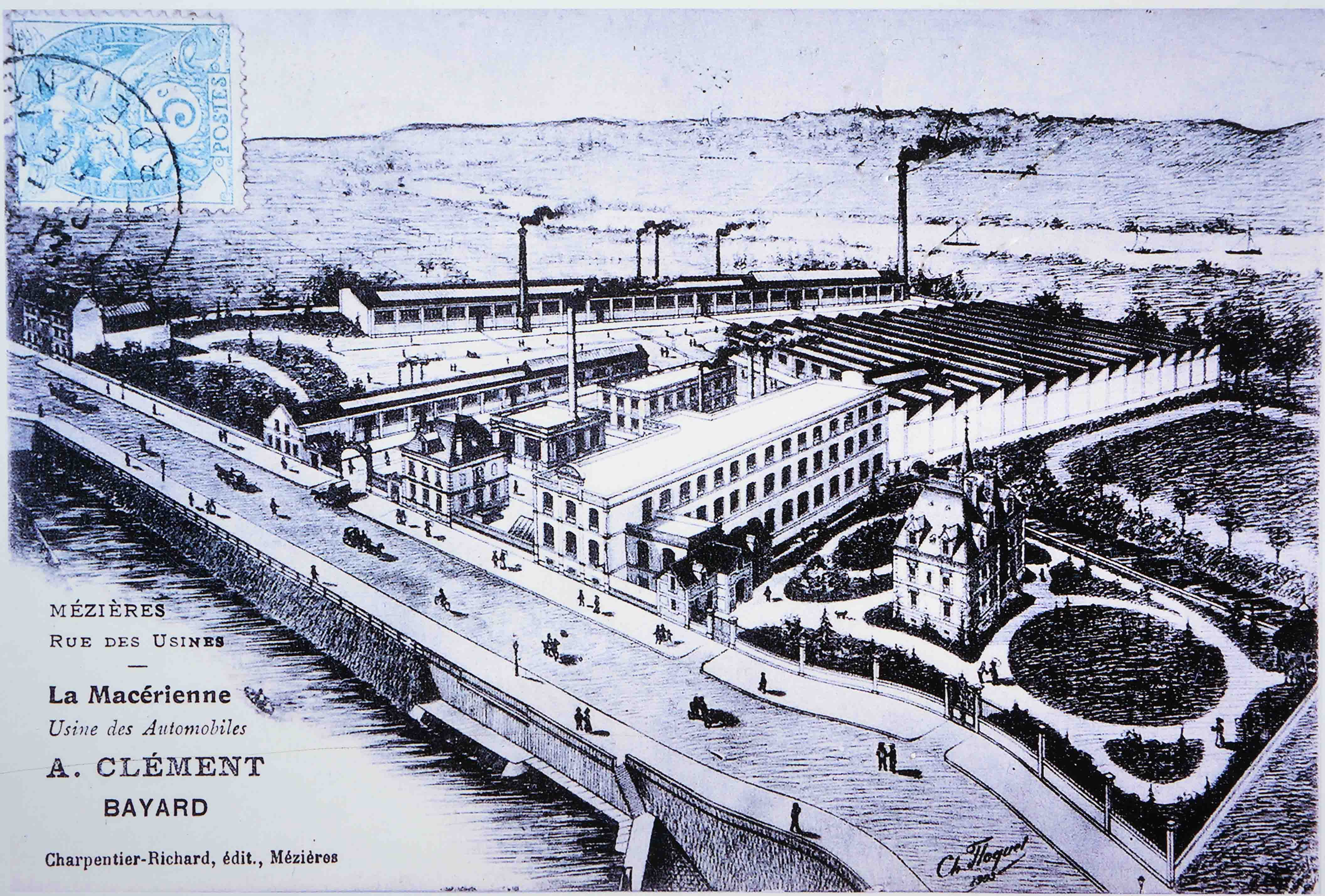
La Macérienne in 1913…

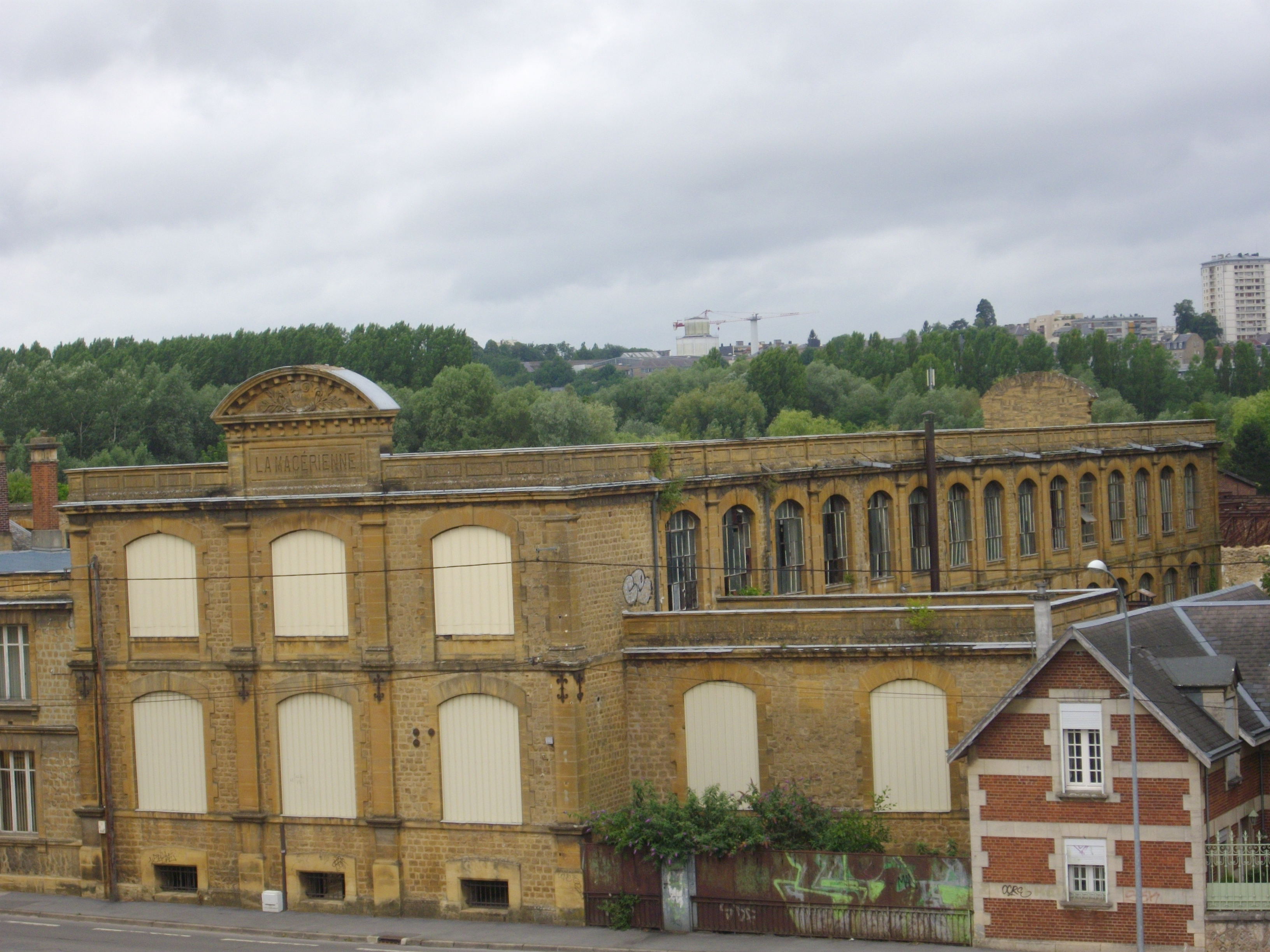
…en in 2010

In 1894 bouwde Clément een nieuwe fabriek op een voormalig militair terrein in Mézières (tegenwoordig Charleville-Mézières). Deze fabriek, later bekend als "La Macérienne", produceerde vanaf 1897 onderdelen en spaken voor de Gladiator-fietsen. Het was een zeer grote en moderne fabriek, 15.000 m² groot met een eigen waterkrachtcentrale, een stoommachinehal, een grote machinewerkplaats, een ijzergieterij, een nikkelwerkplaats en een werkplaats voor de productie van bouten, moeren en spaken.
In 1896 werkte Adolphe Clément samen met Charles Chetwynd-Talbot (20e graaf van Shrewsbury) en het British Automobile Commercial Syndicate Ltd (BACS) van Harry John Lawson, dat eigenaar was van de rijwielfabriek Humber. Samen kochten ze de Gladiator rijwielfabriek in Le Pré-Saint-Gervais en voegden dit bedrijf in in het conglomeraat Clément, Gladiator & Humber (France) Ltd. Dit bedrijf had een geschatte waarde van 22 miljoen francs (ca. 60-80 miljoen Euro). In 1897 stortte het bedrijf van Lawson in en hij (en daarmee ook Humber) beëndigde de samenwerking. Clément en Talbot bleven als directeuren aan. In de jaren hierna ging Talbot de Clément en Gladiator fietsen en automobielen in het Verenigd Koninkrijk onder de naam "Clément-Talbot" importeren en assembleren tot ze vanaf 1906 gewoon Talbot gingen heten.

## Tricycles en automobielen

### Clément-Gladiator
In 1889 bouwde men een tricycle naar voorbeeld van De Dion, waar ook de motor vandaan kwam.
Vanaf 1898 bouwde men onder de merknamen Clément en Gladiator auto's met een De Dion-Bouton-motor. De naam Gladiator werd vooral in het Verenigd Koninkrijk gebruikt. Daar werd de import verzorgd door Selwyn Edge en Harvey du Cros van de Britse tak van Dunlop Tyres. In 1901 verhuisde de productie van de Clément-Gladiator auto's naar de fabriek in Levallois-Perret en in 1902 produceerde men meer dan 1.000 auto's per jaar, waarvan 80% in het Verenigd Koninkrijk werd verkocht. Na 1903 werd de naam Clément-Gladiator alleen nog gebruikt voor de asaangedreven auto's die in de fabriek in Le Pré-Saint-Gervais gemaakt werden. De kettingaangedreven auto's werden onder de naam Gladiator verkocht. In 1907 verviel de naam Clément helemaal en in 1909 nam een andere fabrikant, Vinot & Deguingand, de Gladiator-productie over en verhuisde deze naar Puteaux. De fabriek in Le Pré-Saint-Gervais schakelde over op de productie van fietsen.
Clément-Gladiator motorfietsen waren gemotoriseerde fietsen die identiek waren aan de Clément-modellen, maar met het meer robuuste frame van Gladiator.

### Clément-Panhard en Clément-Stirling auto's
In 1898 was Adolphe Clément directeur van Panhard & Levassor. Toen dit merk de productieaantallen van 500 stuks van het Voiture Légère (licht voertuig) niet kon halen nam Clément-Panhard de productie in 1899 in licentie over in zijn fabriek in Levallois-Perret. Dit lichte voertuig was door ingenieur Arthur Constantin Krebs voor Panhard ontworpen, maar het leek nog veel op een gemotoriseerd rijtuig, met massieve banden en een zeer instabiele molenstelbesturing. De Schotse rijtuigbouwer Stirling importeerde Clément-Panhards en verkocht ze onder de namen Stirling-Panhard en Clément-Stirling.

### Clément en Clément-Bayard
|  |

Vanaf 1901 bouwde Clément eigen ontwerpen met eveneens eigen motoren, een 7pk-eencilinder en een 12pk-tweecilinder. In 1902 volgde een 20pk-viercilinder, die ook als racewagen in de race Parijs-Wenen ingezet werd. In 1903 leverde men nog een 9pk-model, naast twee viercilinders met 12- en 16 pk. In dat jaar werd de naam Clément veranderd in Clément-Bayard, als eerbetoon aan de Franse ridder Pierre Terrail de Bayard.

### Clément-Rothschild
Rond 1902 verscheen een serie automobielen met een Rothschild-carrosserie met een Panhard & Levassor-chassis en een Clément-motor. Ze werden gebouwd aan de Quai Michelet in Levallois-Perret, in of naast de Clément-fabriek

### Diatto-Clément
In 1905 richtten de zonen van Giovanni Battista Diatto samen met Adolphe Clément de Società Automobili Diatto-A. Clement op. In het begin bouwde het bedrijf auto's van Clément-Bayard, in licentie. In 1906 bouwde Diatto-Clément de 12/16 HP, 20/24 HP met een viercilinder- en de 8/10 HP en 10/12 HP met een tweecilindermotor. Om het nieuwe merk te promoten begon Diatto deel te nemen aan verschillende races. In 1909 verkocht Clément zijn deel aan de broers en het bedrijf werd omgedoopt tot Fonderie Officine Fréjus.

## Motorfietsen

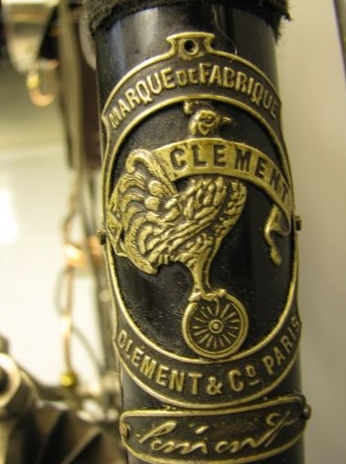

In 1902 verscheen de eerste motorfiets, de 1¼ CV Autocyclette met een eencilinder viertaktmotor. Deze motor was aan de voorste framebuis van een Clément fiets gemonteerd. Achter het zadel zat de gecombineerde benzine/olietank met een pompje voor de handsmering. De verstuivingscarburateur zat op het carter, maar de motor had twee kopkleppen, waardoor de automatische inlaatklep een zeer lange aanzuigbuis had. De uitlaatklep werd door een stoterstang bediend. De motor had een buitenliggend vliegwiel en de ontsteking werd verzorg door een bobine. De loodaccu's zaten in een leren tasje dat aan het frame hing. De aandrijving geschiedde via een riem rechtstreeks vanaf de krukas en de motor moest worden aangefiets en sloeg bij elke stop door het ontbreken van een koppeling af. Men kon de Autocyclette compleet kopen, maar het motorblok werd ook als hulpmotor verkocht omdat het aan elke fiets gemonteerd kon worden. Nog in hetzelfde jaar verscheen een racemotor van 1200cc; een viercilinder die was samengesteld uit twee V-twins. In de volgende jaren werd de motor doorontwikkeld, maar in essentie veranderde er niet veel. Wel werden er modellen onder de naam "Clément-Gladiator" uitgebracht, maar dat waren modellen met dezelfde motor in een fietsframe van het merk Gladiator, dat door Alphonse Clément was opgekocht. In 1912 kwam een 47cc kopklepmotor die vóór de pedalen in een fiets was ingebouwd. Nog voor de Eerste Wereldoorlog kwam de Autocyclette met MAG-V-twin. Na de oorlog werden er weer motorfietsen gemaakt. Aanvankelijk een weinig succesvolle 600cc V-twin, later ook 996cc V-twins, 63cc kopklepmotoren en 98cc tweetaktmotoren.

## Luchtbanden

### Clément Pneumatics en Dunlop France
Waarschijnlijk produceerde Clément al vanaf 1888 rubber banden voor zijn fietsen; mogelijk nog massieve banden. In 1889 bezocht hij een tentoonstelling in Londen waar een demonstratie werd gegeven van de luchtband van John Boyd Dunlop. Een medereiziger haalde hem over de productierechten voor Frankrijk te kopen. Voor 50.000 francs kocht Clément deze rechten, die hem binnen enkele jaren miljoenen francs opleverden. De bandenfabriek die voor 700.000 francs werd gebouwd leverde al in het eerste jaar 100% dividend. Na de Eerste Wereldoorlog werd het bedrijf onder de naam Clément Pneumatici naar Italië verhuisd, en het werd een van de toonaangevende merken van fietsbanden. Wielrenners als Eddy Merckx, Jacques Anquetil, Felice Gimondi en Ole Ritter zouden later op Clément-banden rijden. In de jaren tachtig werd het merk overgenomen door Pirelli. De productie werd overgebracht naar Thailand tot Pirelli in 1995 de productie van fietsbanden staakte. Er werden pogingen gedaan om de banden elders in licentie te laten maken, wat pas in 2010 lukte toen Donnelly Sports en de Amerikaan Don Kellogg de naam kochten en de productie in Taiwan bij de Hwa Fong tire Co. onderbrachten.

### Vliegtuigbouw
In 1908 ging Clément samenwerken met Alberto Santos-Dumont om diens Demoiselle No 19 eendekker te bouwen voor de deelname aan de Coupe d'Aviation Ernest Archdeacon van de Aéro-Club de France. Het was een licht en stabiel vliegtuig en er werd een productieaantal van 100 stuks gepland. Er werden echter slechts 50 exemplaren gebouwd, waarvan 15 stuks werden verkocht voor 7.500 francs. Hoewel geen succes, was dit het eerste in serie geproduceerde vliegtuig ter wereld. Toch werd het in 1909 nog steeds aangeboden, met drie verschillende motoren: twee van Clément-Bayard en een van Wright, waarvan Clément de licentie had. Samen met Louis Capazza werd in hetzelfde jaar een zweefvliegtuig gepresenteerd, de Planeur Clément-Bayard. In 1910 volgde een dubbeldeks-vliegtuig en in 1912 ook speciale boxermotoren voor vliegtuigen. Clément-Bayard gebruikte ook vliegtuigmotoren van andere producenten, zoals stermotoren van Rhône. In 1914 werden nikkelstalen vliegtuigen gemaakt die ontworpen waren om geweervuur te weerstaan.

### Luchtschepen
Op verzoek van het Franse ministerie van Oorlog bouwde Clément in 1908 te La Motte-Breuilenkele grote hangars voor de bouw van luchtschepen. Hier werd een nieuw bedrijf voor opgericht, Astra-Clément-Bayard - een samenwerking met de Société Astra. Het eerste exemplaar, de Clément-Bayard No. 1, werd te duur bevonden; het werd uiteindelijk gekocht door tsaar Nicolaas II van Rusland. In 1910 was de Clément-Bayard No. 2 het eerste luchtschip dat over het Kanaal vloog. De piloot was Maurice Clément.
| Clément-Bayard      | No.1                     | No.2                     | No.3                     | No.4                     | No.4 mod.                         | No.5                     | Montgolfier             |
| ------------------- | ------------------------ | ------------------------ | ------------------------ | ------------------------ | --------------------------------- | ------------------------ | ----------------------- |
| Naam                | Clément-Bayard No.1      | Clément-Bayard No.2      | Dupuy de Lôme            | Adjudant Vincenot        | Adjudant Vincenot (gemodificeerd) | Livré à la Russie        | Montgolfier             |
| Lengte in meters    | 56,25                    | 76,50                    | 89,00                    | 88,50                    | 87,30                             | 86,00                    | 73,50                   |
| Breedte in meters   | 10,58                    | 13,22                    | 13,50                    | 13,50                    | 13,50                             | 13,50                    | 12,20                   |
| Volume in M³        | 3.500                    | 7.000                    | 9.000                    | 9.800                    | 9.800                             | 9.600                    | 6.500                   |
| Motoren             | 2× Clément-Bayard 115 pk | 2× Clément-Bayard 120 pk | 2× Clément-Bayard 120 pk | 2× Clément-Bayard 120 pk | 2× Clément-Bayard 120 pk          | 2× Clément-Bayard 130 pk | 2× Clément-Bayard 90 pk |
| Topsnelheid in km/h | onbekend                 | 54                       | onbekend                 | 49                       | 53                                | onbekend                 | 60                      |
| Eerste vlucht       | 28 oktober 1908          | 1 juni 1910              | 1 mei 1912               | 1911                     | 13 augustus 1913                  | 9 februari 1913          | 31 juli 1913            |

### Na de oorlog
Na de Eerste Wereldoorlog waren de meeste fabrieken, in elk geval in Noord-Frankrijk, ontmanteld, geplunderd of vernield. De fabrieken bij Parijs waren omgebouwd voor oorlogsproductie. Maurice Clément begon de fabriek in Mézières weer in te richten, maar in 1922 werd het bedrijf verkocht aan André Citroën. Adolphe Clément was investeerder geweest in het merk Citroën. De fabriek in Levallois-Perret werd door Citroën overgenomen en was later de productieplaats van de Citroën 2CV. De fabriek in Mézières bleef in handen van Maurice Clément, die naar de Verenigde Staten ging om contacten te leggen met producenten. In 1925 had hij contracten voor de productie van machines van de Allied Machinery Company (Almacoa hijslieren en Cletrac tractoren). In 1928 produceerde Clément-Bayard Almacoa graafmachines, tractoren en vorkheftrucks en Cetrac rupstractoren voor Europa en Noord-Afrika.

## Trivia
- Louis Lépine, de prefect van Parijs, zorgde voor een wereldprimeur toen hij in 1902 enkele gendarmes uitrustte met een Clément Autocyclette.
- Norton werd een van de beroemdste motorfietsmerken uit het Verenigd Koninkrijk, maar de allereerste Nortons hadden een Clément-inbouwmotor.

## Afbeeldingen

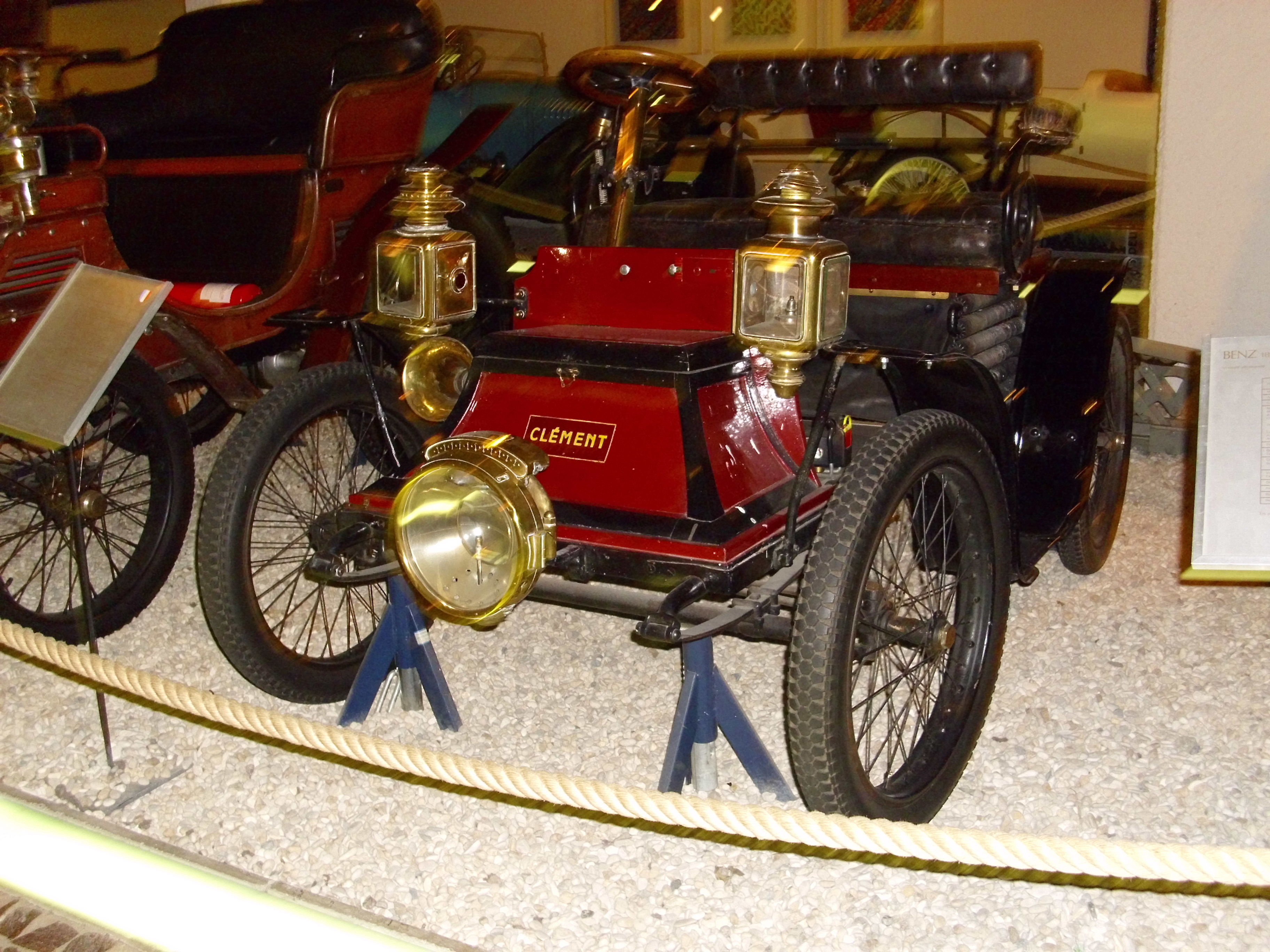
Clément-De Dion uit 1898
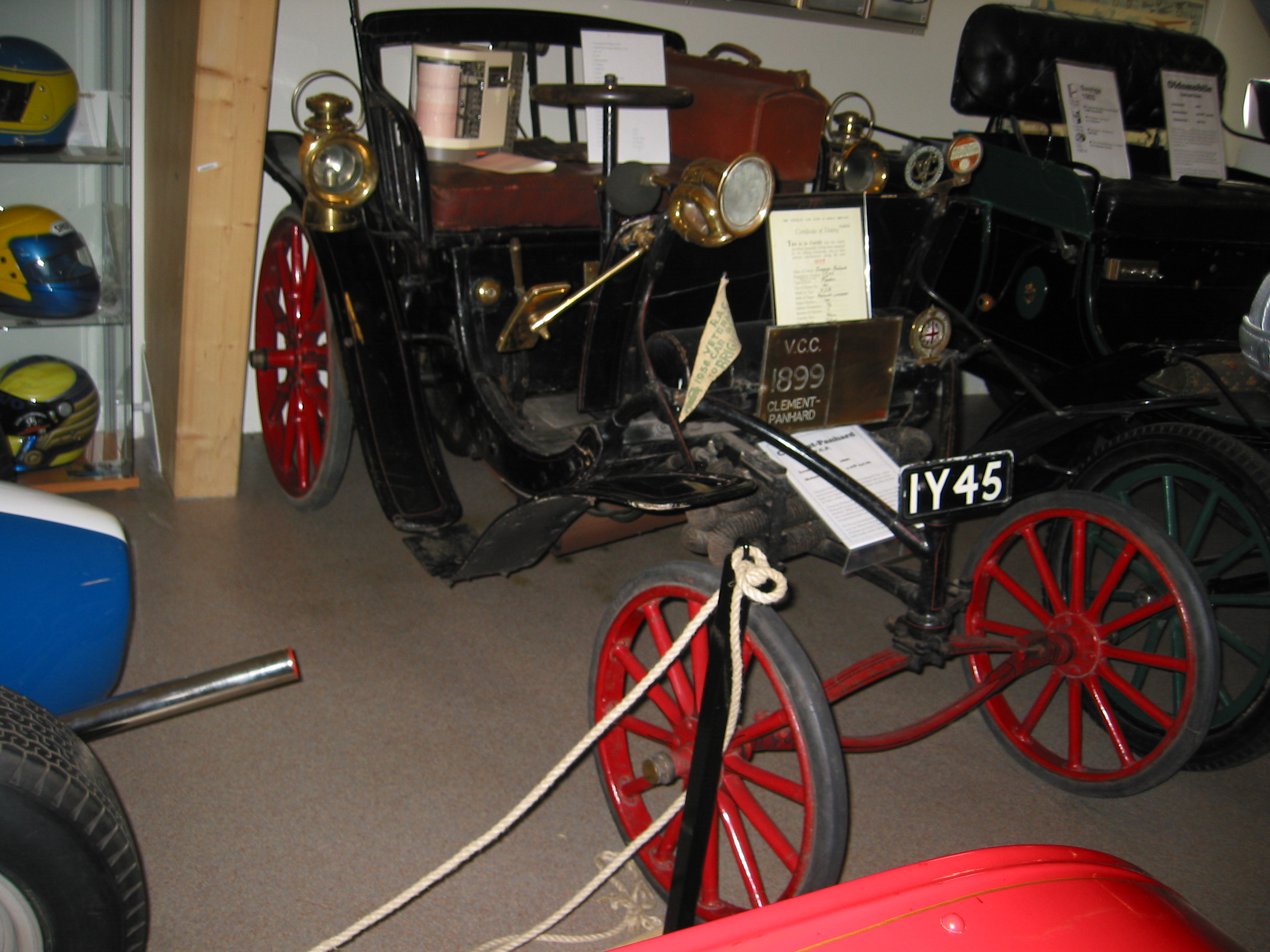
Clément-Panhard uit 1899
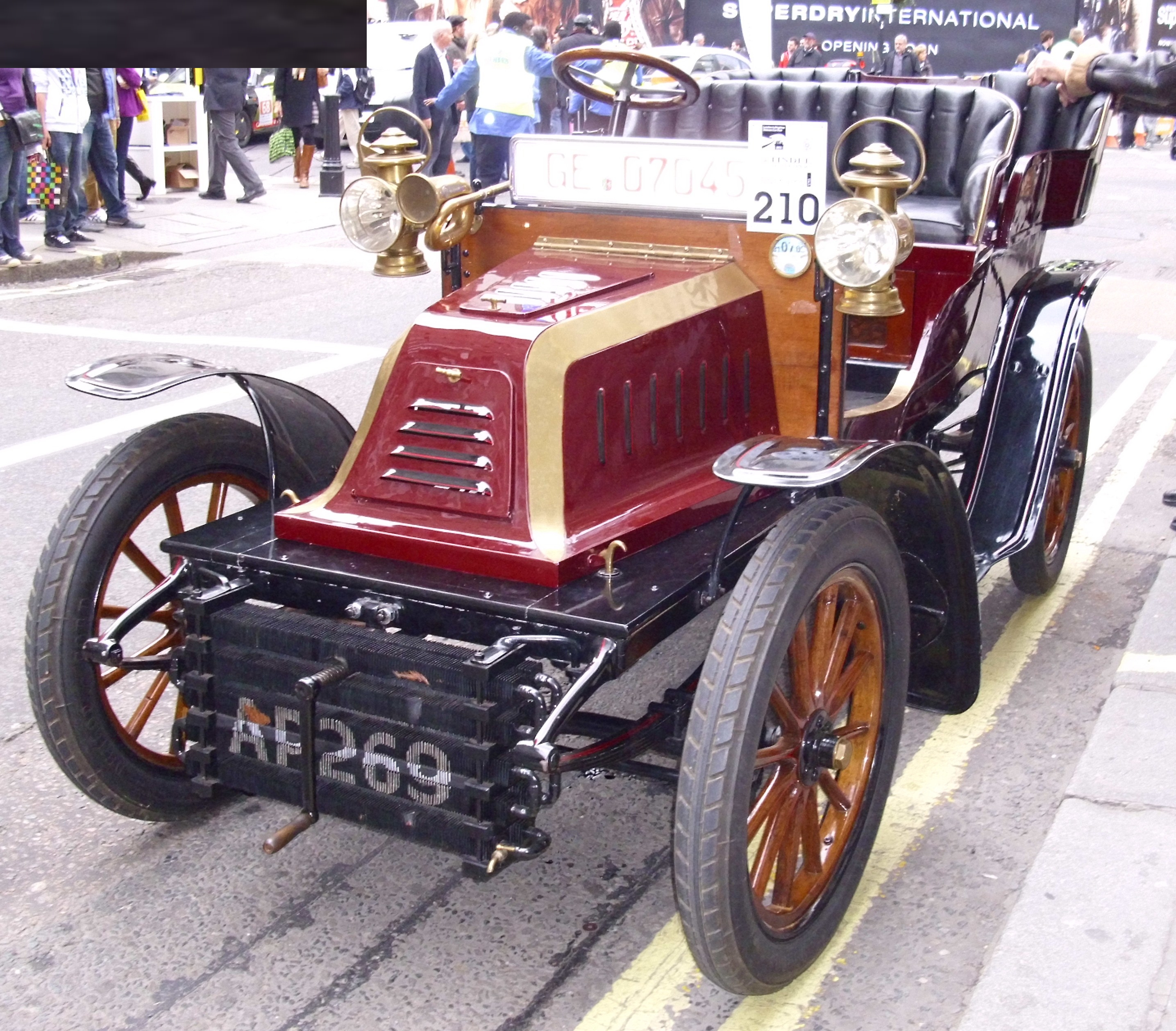
Clément uit 1902
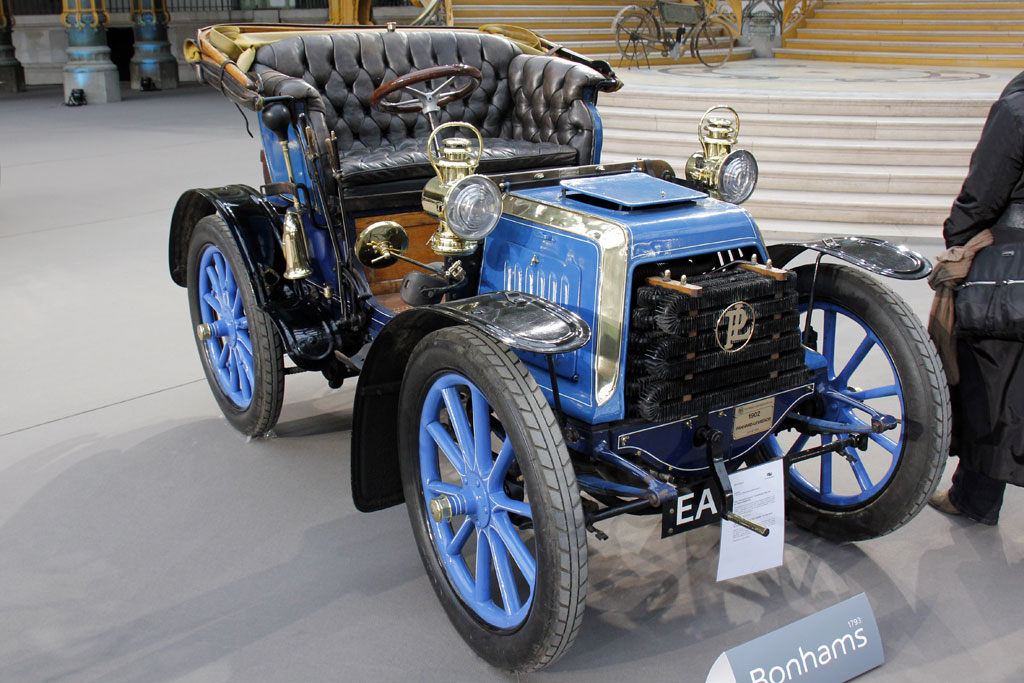
Tweecilinder 7 pk tweezitter Clément-Rothschild uit 1902
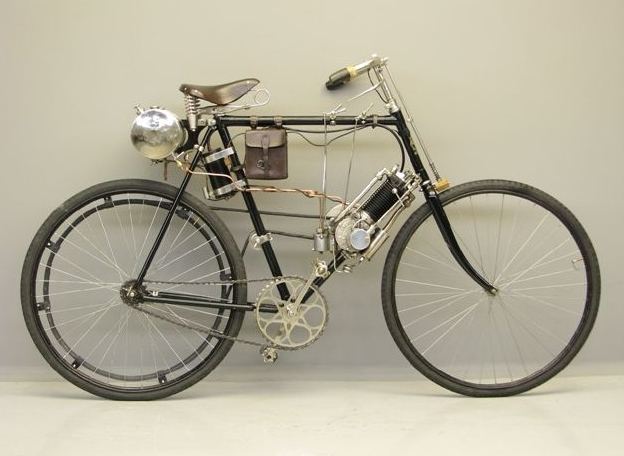
Clément 1¼ pk (125 cc) 1902 met bobine-ontsteking. De bobine zit onder het zadel, de loodaccu in het tasje aan de framebuis.
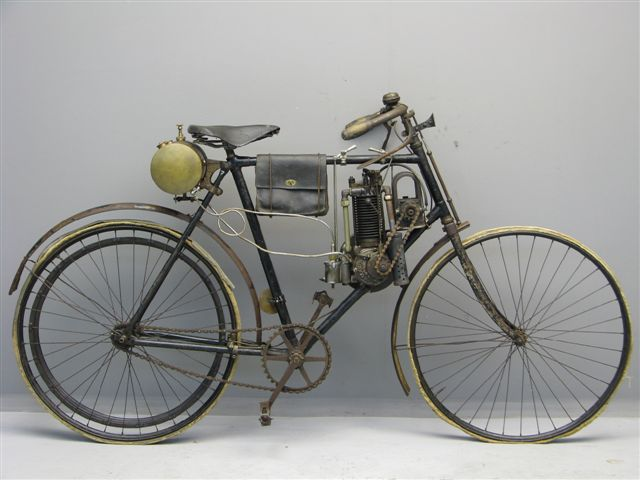
Clément Type B (142 cc) ca. 1903 met magneetontsteking. Om de kettingaangedreven ontstekingsmagneet te kunnen plaatsen is het motorblok rechtop gezet.
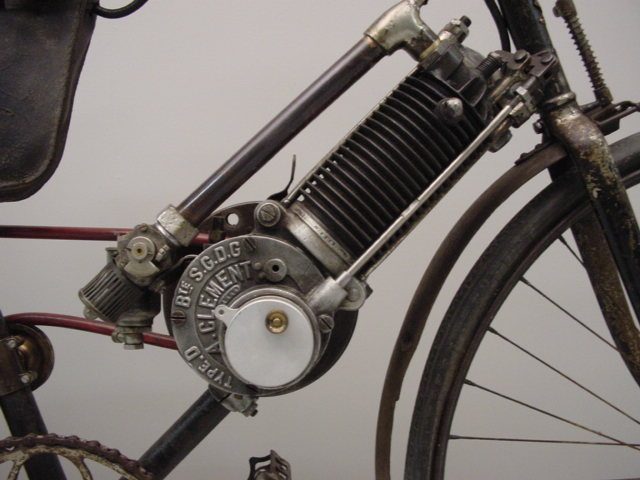
Motorblok van de Clément model D uit 1904
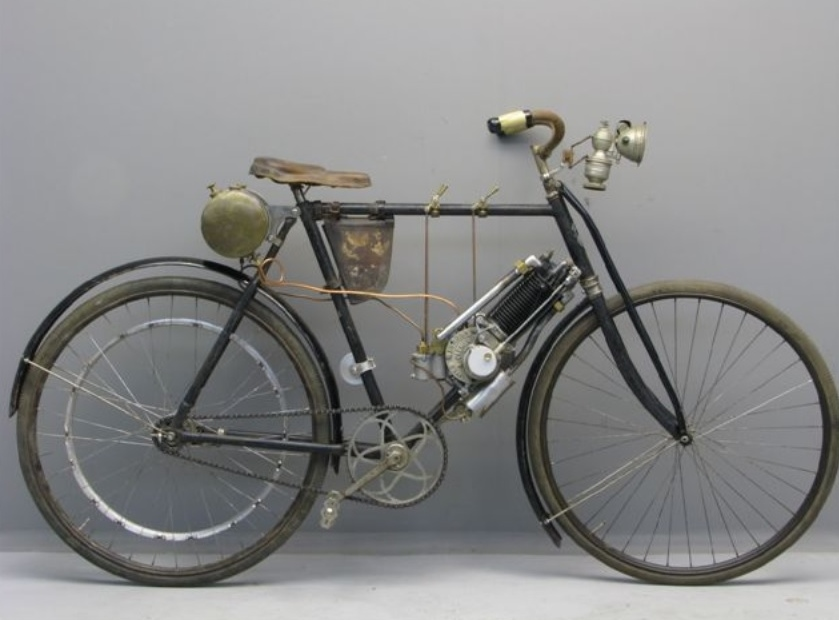
Na de overname van Gladiator werden ook Gladiotor-fietsframes gebruikt om de Autocyclette-motor in te monteren. In dit geval een 204cc-exemplaar. Het Gladiotor-frame had een verstevigde voorvork.
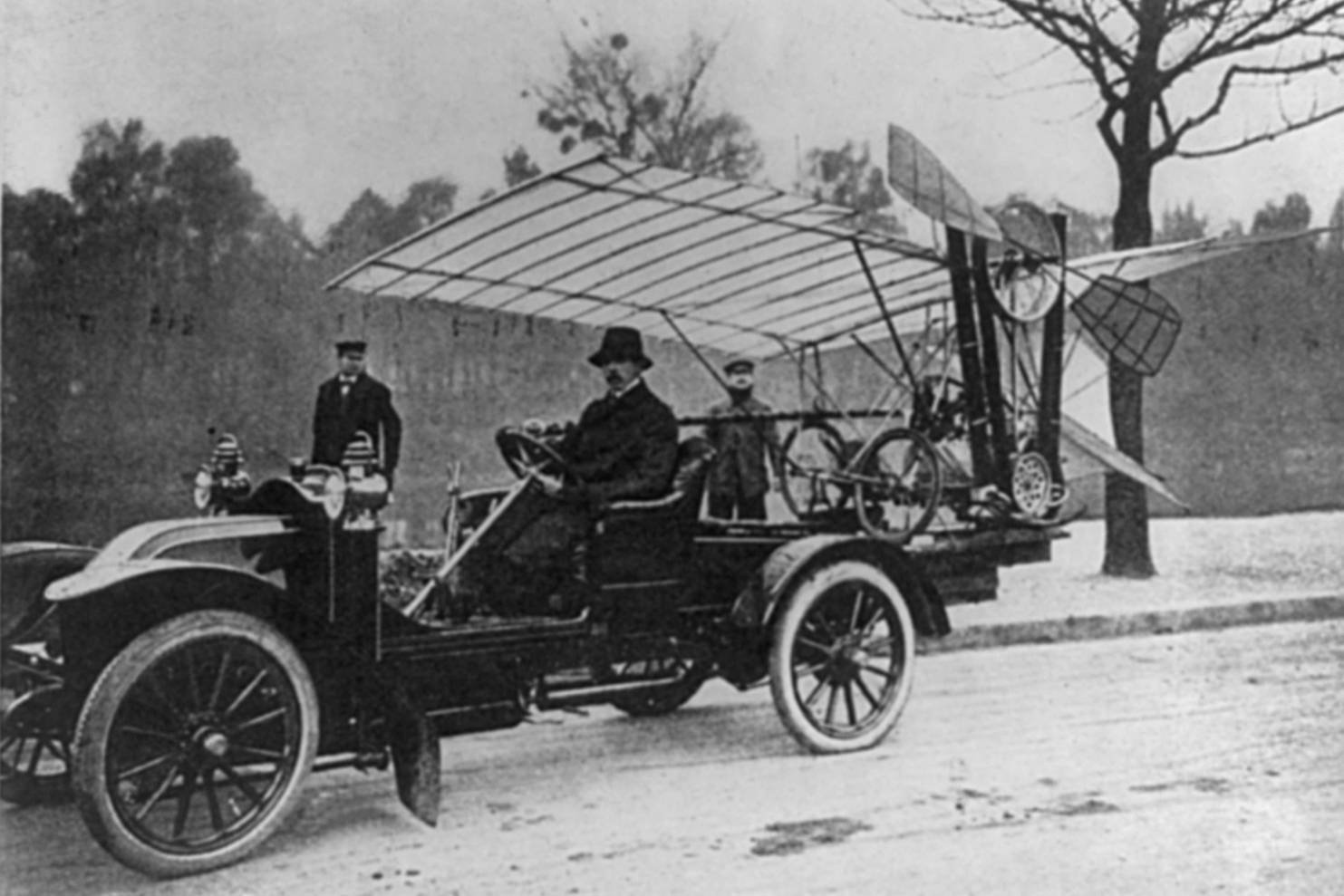
Alberto Santos-Dumont met zijn Demoiselle
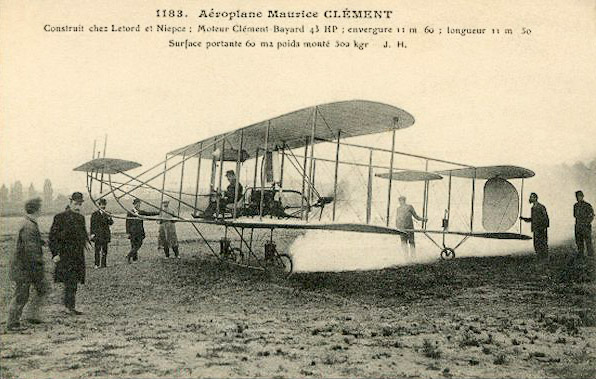
Maurice Clément-Bayard in de Clément-Bayard dubbeldekker in 1910
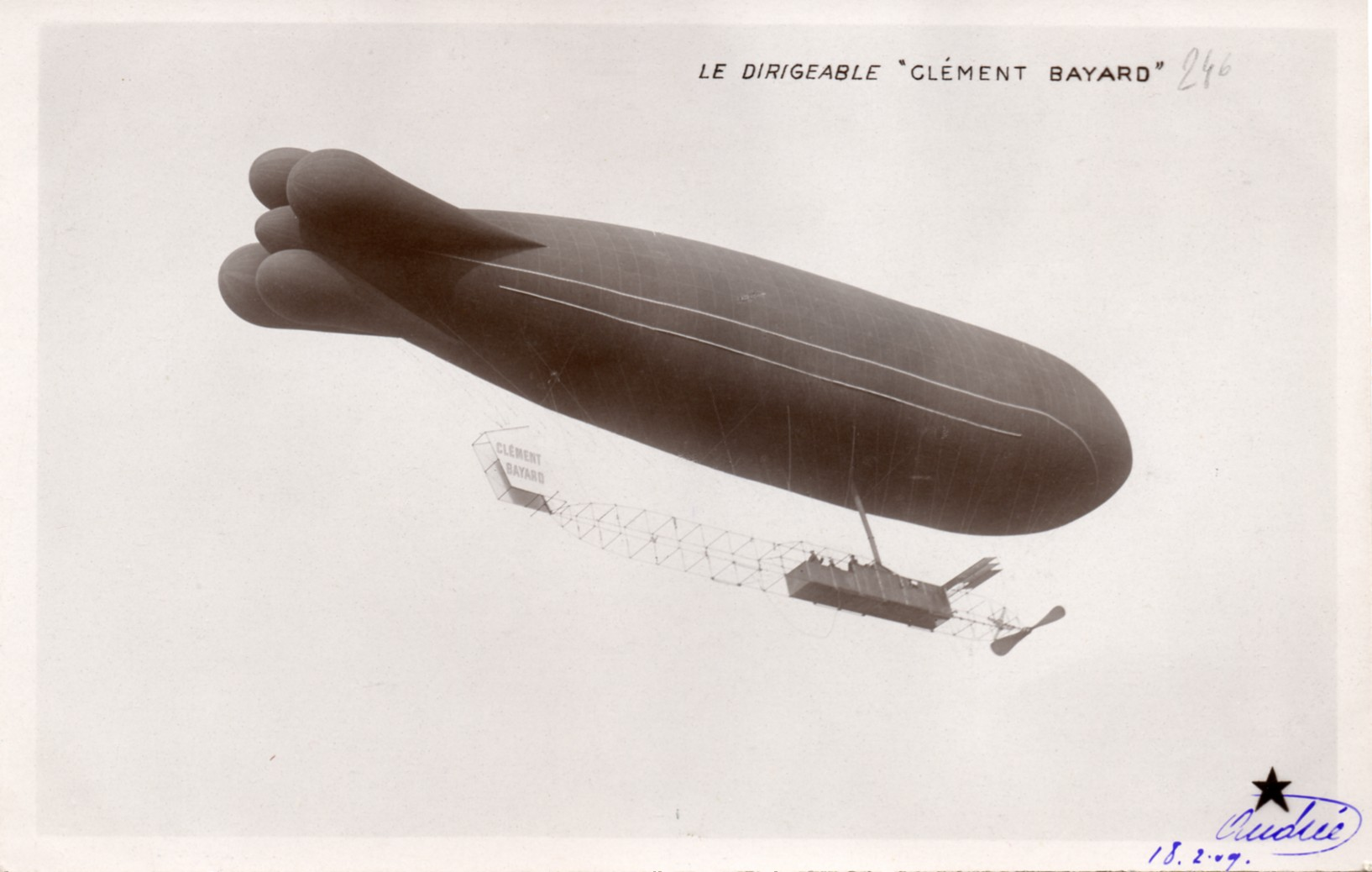
Clément-Bayard No. 1 in 1908
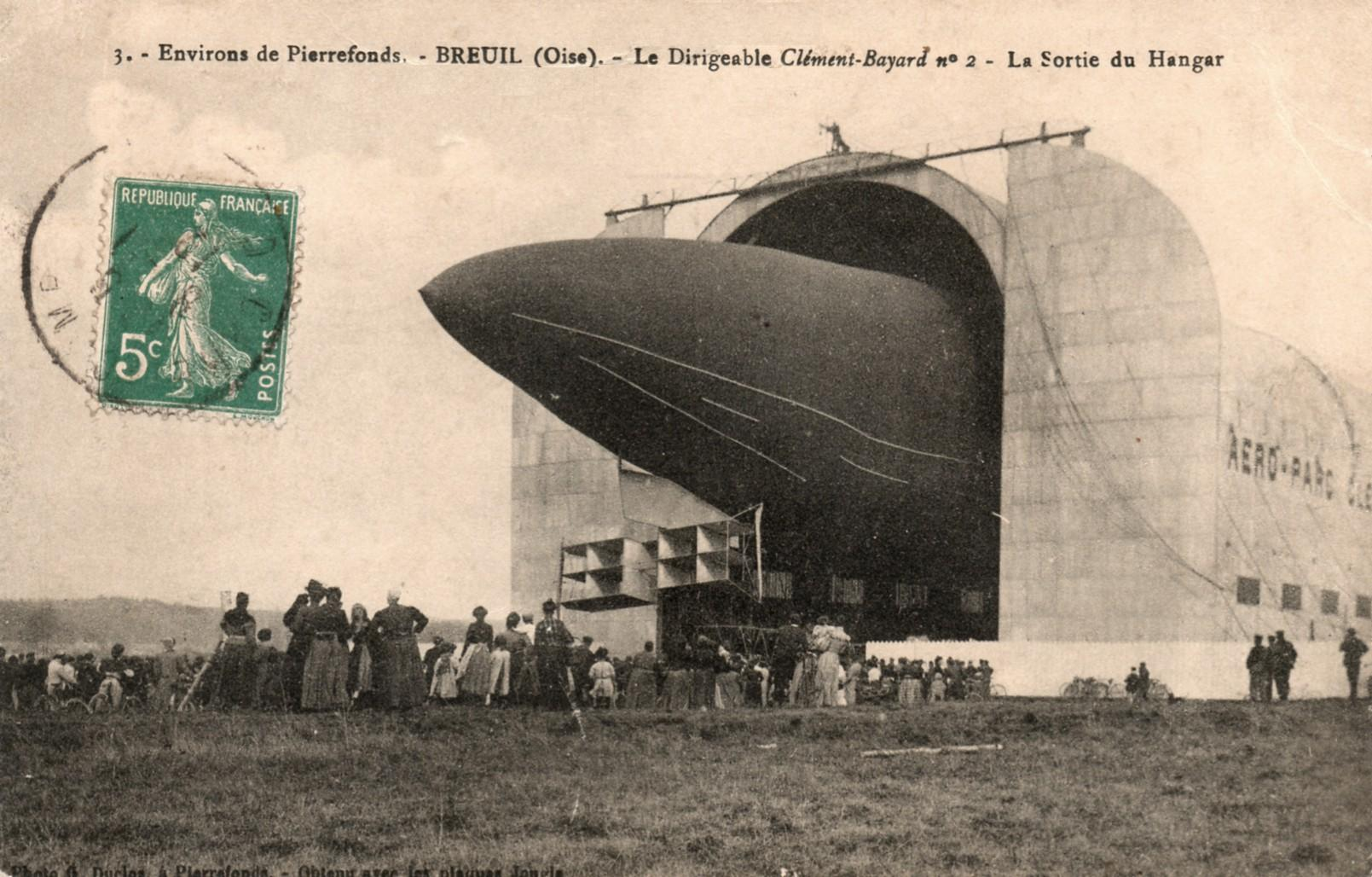
Clément-Bayard No.2 in de hangar in La Motte-Breuil
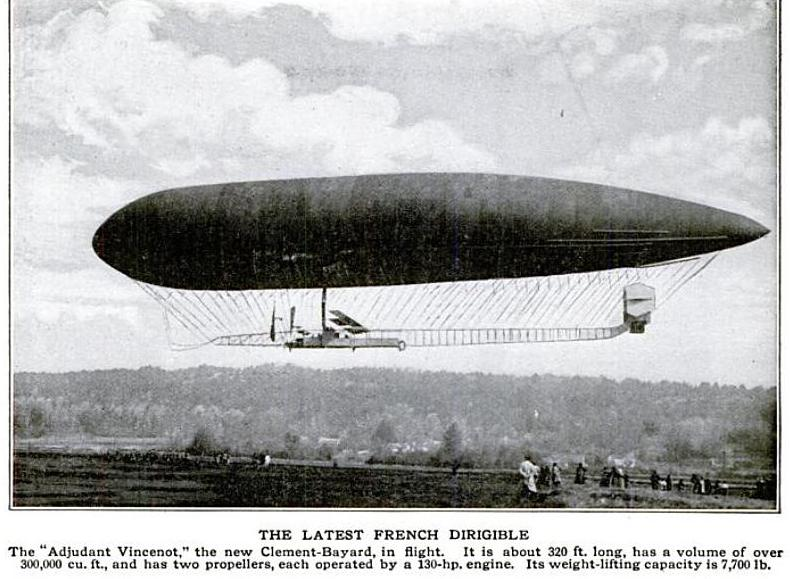
Clément-Bayard No. 4, de "Adjudant Vincenot" circa 1910